# Ortilia
Genre
Ortilia est un genre de lépidoptères (papillons) de la famille des Nymphalidae, de la sous-famille des Nymphalinae, de la tribu des Melitaeini.

## Dénomination
Le nom de Ortilia leur a été donné par Lionel G. Higgins en 1981.

## Liste des espèces
- Ortilia dicoma (Hewitson, [1864]); présent au Brésil, en Argentine et au Paraguay.
- Ortilia gentina Higgins, 1981; présent au Brésil, en Argentine, au Paraguay, en Bolivie et au Pérou.
- Ortilia ithra (Kirby, 1900); présent au Brésil, en Argentine, au Paraguay, en Uruguay et en Bolivie.
- Ortilia liriope (Cramer, [1775]); présent en Guyane, en Guyana, au Surinam et au Brésil.
- Ortilia orthia (Hewitson, [1864]); présent au Brésil, en Argentine et au Paraguay.
- Ortilia orticas (Schaus, 1902); présent au Brésil et en Argentine.
- Ortilia polinella (Hall, 1928); présent au Brésil.
- Ortilia sejona (Schaus, 1902); présent au Brésil.
- Ortilia velica (Hewitson, [1864]); présent au Brésil, en Argentine, en Uruguay et au Paraguay.

### Source
- (en) funet